# Charlotte-Amélie
Charlotte-Amélie, en anglais Charlotte Amalie, est la capitale des îles Vierges des États-Unis, un territoire non-incorporé des États-Unis et, avant 1917, des Indes occidentales danoises. Sa population en 2004 est estimée à 19 000 habitants. 
Charlotte-Amélie se trouve au sud de l'île de Saint-Thomas. Charlotte-Amélie est également le nom du port en eau profonde, jadis populaire avec les pirates, aujourd'hui connu pour son havre de paquebots de croisière. Environ 1,5 million de passagers y ont débarqué lors de leur croisière en 2004. Charlotte-Amélie contient plusieurs bâtiments d'importance historique et s'enorgueillit de la deuxième plus vieille synagogue de l'Amérique. Le St Thomas Historical Trust est une organisation vouée à la préservation de l'architecture et du patrimoine de Charlotte-Amélie.
La ville a reçu son nom en l'honneur de la reine Charlotte-Amélie (1650-1714), reine consort de Christian V de Danemark.

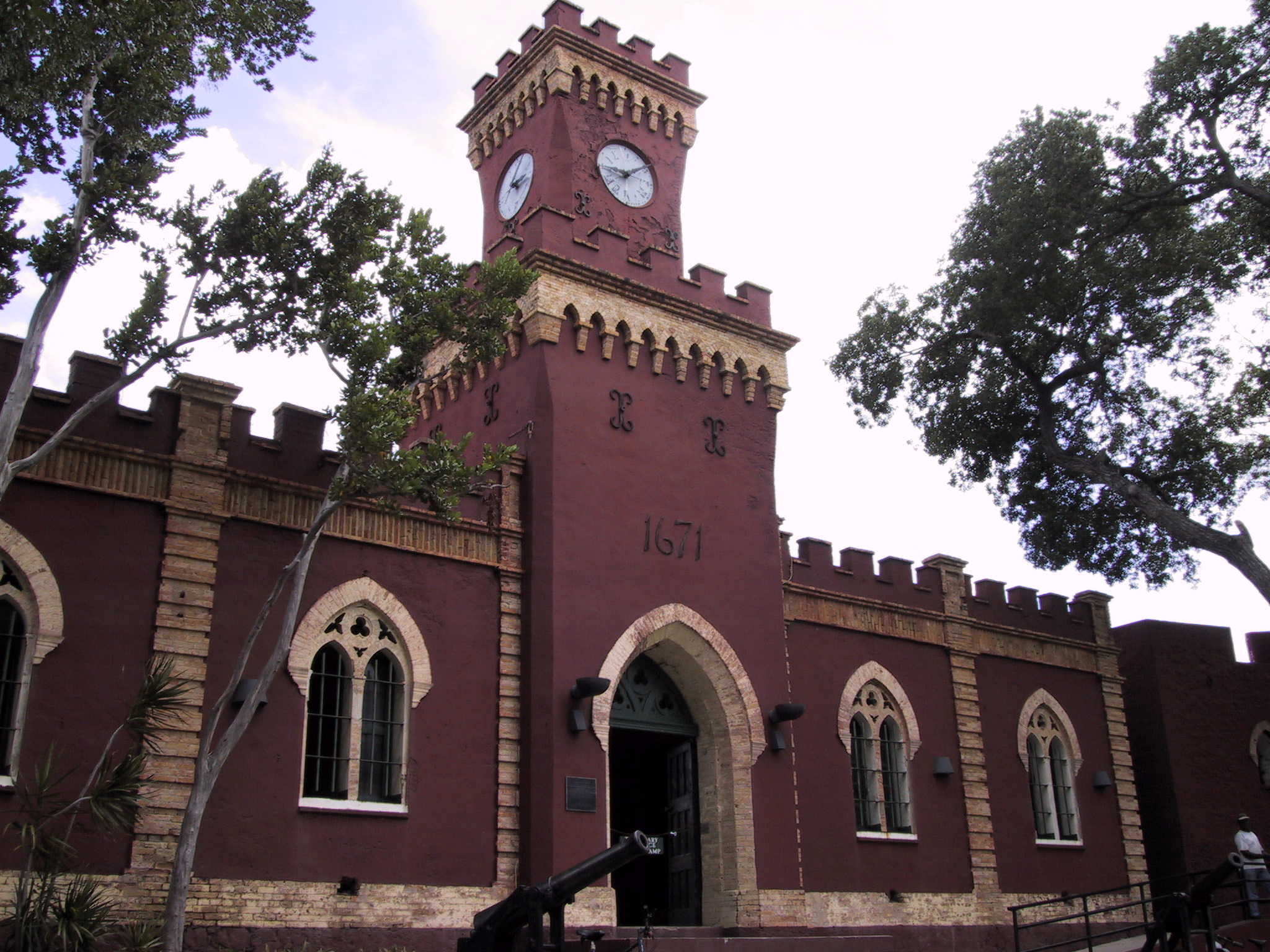
Fort Christian.

Le peintre Camille Pissarro y est né le 10 juillet 1830. Ses parents y possédaient une entreprise florissante de quincaillerie dans le port de Charlotte-Amélie. Cela lui confère la nationalité danoise, qu'il gardera toute sa vie. Son père est un juif d'origine portugaise né à Bordeaux et sa mère est une juive créole des Antilles danoises. Après des études à Paris, il retourne à Saint Thomas en 1847 où il reste cinq ans à travailler dans le commerce familial avant d'y renoncer et de rejoindre Paris.
À l'entrée du port de Charlotte-Amélie, Hassel Island est un îlot classé en réserve naturelle. On y voit les restes de deux anciens forts et ceux du Creque Marine Railway, l'un des plus anciens chemins de fer à crémaillère et à vapeur, qui servait vers 1850 à hisser les bateaux hors de l'eau pour les réparer.

## Patrimoine
- Le Quartier historique de Charlotte-Amélie, regroupant de nombreux bâtiments, notamment le Fort Christian.
- Les Bureaux administratifs de la ligne maritime Hambourg-Amérique, construits en 1913-1914 et qui ont abrité le consulat impérial d'Allemagne, le Service américain d’immigration et de naturalisation, les US Marshals et la Cour de district.
- La cathédrale de Tous-les-Saints, construire en 1848.
- La cathédrale Saints-Pierre-et-Paul, construite en 1806.
- La synagogue de Saint-Thomas, construite en 1833.
- Le Domaine de Niesky, situé à l'ouest de la ville, est une ancienne sucrerie détenue par l'Église morave.

## Personnalités
- Charles Sainte-Claire Deville (1814-1876), géologue et météorologue français.
- Henri Sainte-Claire Deville (1818-1881), frère du précédent, chimiste français, connu principalement pour ses travaux sur l'aluminium.